# مارسيا هايدي
مارسيا هايدي (بالبرتغالية: Márcia Haydée‏) هي راقصة باليه برازيلية، ولدت في 18 أبريل 1937 في نيتيروي في البرازيل.

## وصلات خارجية
- مارسيا هايدي على موقع IMDb (الإنجليزية)
- مارسيا هايدي على موقع مونزينجر (الألمانية)
- مارسيا هايدي على موقع ألو سيني (الفرنسية)
- مارسيا هايدي على موقع أول موفي (الإنجليزية)
- مارسيا هايدي على موقع قاعدة بيانات الأفلام السويدية (السويدية)
- مارسيا هايدي على موقع قاعدة بيانات الفيلم (الإنجليزية)
- مارسيا هايدي على موقع كينوبويسك (الروسية)